# Underriver
Underriver est un village anglais situé dans le Kent.